# Delfstoffer
De delfstoffer (Engels: niffler) is een fictief wezentje uit het boek Fabeldieren en waar ze te vinden (2001). Tevens verscheen het diertje in de filmreeks over het boek, waaronder Fantastic Beasts and Where to Find Them (2016). Hierin speelt het een belangrijke rol als metgezel van Newt Scamander, mede doordat het diertje een serie gebeurtenissen in gang zet die van groot belang voor de plot van de film zijn.
In de Harry Potter-films kwam de delfstoffer niet fysiek in beeld, maar werd hij wel enkele malen genoemd. Zo vertelde Hagrid tijdens een van zijn lessen over de eigenschappen van het diertje, en werd de delfstoffer in Harry Potter en de Orde van de Feniks ingezet om het kantoor van Dorothea Omber te plunderen.

## Beschrijving
De delfstoffer zou afkomstig zijn uit Groot-Brittannië. Het diertje houdt van alles dat glimt en wat veel geld waard is en stopt dat in een buidel op zijn buik. Hij wordt door kobolden gebruikt om in de grond naar kostbaarheden te zoeken. Ondanks het zachte karakter van de delfstoffer, kan het een gevaar zijn voor de omgeving vanwege zijn obsessie met glimmende voorwerpen. In de vrije natuur leven ze onder de grond en kunnen ze zes tot acht jongen per keer krijgen.

## Ontwerp
Voor de films gebruikten de ontwerpers een internetmeme van een honingdas ter inspiratie voor zowel het uiterlijk als het karakter. Het was belangrijk om een dier te ontwerpen dat niet zou opvallen buiten de tovenaarswereld en dus probleemloos tussen dreuzels kon wonen. Door het uiterlijk van een honingdas en een vogelbekdier te gebruiken, kon hieraan worden voldaan.
Er is tevens een fysieke gelijkenis met de mierenegel.